# WSE Champions League 2024-2025
La WSE Champions League 2024-2025 è stata la 60ª edizione della massima competizione europea di hockey su pista riservata alle squadre di club, la 3ª con tale denominazione. Il torneo ha avuto inizio il 1º novembre 2024 e si è concluso l'11 maggio 2025 con la vittoria della squadra Barcelos.

## Formula e date
In questa stagione la competizione cambia il formato. Si mantiene la nomenclatura Champions League in vigore fino all'edizione 2006-2007. Per l'edizione 2024-2025 partecipano un totale di 22 club divisi in tre fasce a seconda del ranking WSE. 
Il torneo si svolge in più fasi e più precisamente:
Turno di qualificazione
A questa fase partecipano 12 squadre divise in quattro gironi all'italiana di quattro/tre squadre ciascuno. Ogni girone si svolge con partite di sola andata in sede unica. La prima classificata di ogni raggruppamento si qualificano per la fase a gironi mentre i restanti club sono ammessi alla Coppa WSE o al WSE Trophy.
Fase a gironi
A questa fase partecipano le 4 squadre qualificate dal turno precedente e altre 8 squadre qualificate di diritto dai vari campionati nazionali. La fase a gruppi si compone di 2 gruppi eliminatori di 6 squadre e ogni squadra gioca con le altre tre due volte, una in casa e una in trasferta.
Quarti di finale
I quarti di finale del torneo sono disputati secondo la formula del torneo a eliminazione diretta con incontri di andata e ritorno; prendono parte a questa fase le prime quattro classificate di ogni gruppo della fase a gironi per un totale di 8 club.
Final Four
La fase finale del torneo è disputata secondo la formula del torneo a eliminazione diretta con incontri di sola andata; prendono parte alla competizione le vincenti dei quarti di finale per un totale di 4 club.
| Fase                    | Turno            | Date                      |
| ----------------------- | ---------------- | ------------------------- |
| Turno di qualificazione | Concentramenti   | dal 1º al 3 novembre 2024 |
| Fase a gironi           | Prima giornata   | 21 novembre 2024          |
| Fase a gironi           | Seconda giornata | 28 novembre 2024          |
| Fase a gironi           | Terza giornata   | 5 dicembre 2024           |
| Fase a gironi           | Quarta giornata  | 12 dicembre 2024          |
| Fase a gironi           | Quinta giornata  | 9 gennaio 2025            |
| Fase a gironi           | Sesta giornata   | 16 gennaio 2025           |
| Fase a gironi           | Settima giornata | 30 gennaio 2025           |
| Fase a gironi           | Ottava giornata  | 6 Febbraio 2025           |
| Fase a gironi           | Nona giornata    | 20 Febbraio 2025          |
| Fase a gironi           | Decima giornata  | 27 Febbraio 2025          |
| Quarti di finale        | Andata           | 27 marzo 2025             |
| Quarti di finale        | Ritorno          | 10 aprile 2025            |
| Final Four              | Semifinali       | 10 maggio 2025            |
| Final Four              | Finale           | 11 maggio 2025            |

## Squadre partecipanti
I club sono ordinati in base al coefficiente WSE della federazione di appartenenza. Accanto ad ogni club è indicata la posizione in classifica nel rispettivo campionato.
| Fase a gironi             | Fase a gironi           | Fase a gironi       | Fase a gironi        |
| ------------------------- | ----------------------- | ------------------- | -------------------- |
| Porto (1º-W)              | Benfica (2º-F)          | Oliveirense (3º-SF) | Barcellona (1º-W)    |
| Noia (2º-F)               | Deportivo Liceo (3º-SF) | Trissino (2º-F)     | SCRA Saint-Omer (1º) |
| Turno di qualificazione   |                         |                     |                      |
| Sporting CPCL (4º-SF)     | Sporting Tomar (5º-QF)  | Barcelos (6º-QF)    | Valongo (7º-QF)      |
| Riba De Ave (8º-QF)       | Reus Deportiu (4º-SF)   | Calafell (5º-QF)    | Voltregà (6º-QF)     |
| Follonica (3º-SF)         | Sarzana (4º-QF)         | La Vendéenne (2º)   | Quévert (3º)         |
| Germania Herringen (1º-W) | Diessbach (1º-W)        |                     |                      |

## Risultati

### Turno di qualificazione

#### Girone 1
| Squadra            | Pt | G | V | N | P | GF | GS | DG  |
| ------------------ | -- | - | - | - | - | -- | -- | --- |
| Reus Deportiu      | 9  | 3 | 3 | 0 | 0 | 13 | 3  | +10 |
| Voltregà           | 6  | 3 | 2 | 0 | 1 | 14 | 7  | +7  |
| Germania Herringen | 3  | 3 | 1 | 0 | 2 | 5  | 9  | -4  |
| Follonica          | 0  | 3 | 0 | 0 | 3 | 2  | 15 | -13 |

| Hamm 1º novembre 2024, ore 19:00 CET | Voltregà | 8 – 1 | Follonica | Glückauf Arena |

| Hamm 1º novembre 2024, ore 21:00 CET | Reus Deportiu | 4 – 1 | Germania Herringen | Glückauf Arena |

| Hamm 2 novembre 2024, ore 16:00 CET | Voltregà | 2 – 4 | Reus Deportiu | Glückauf Arena |

| Hamm 2 novembre 2024, ore 18:00 CET | Germania Herringen | 2 – 1 | Follonica | Glückauf Arena |

| Hamm 3 novembre 2024, ore 10:30 CET | Reus Deportiu | 5 – 0 | Follonica | Glückauf Arena |

| Hamm 3 novembre 2024, ore 12:30 CET | Germania Herringen | 2 – 4 | Voltregà | Glückauf Arena |

#### Girone 2
| Squadra      | Pt | G | V | N | P | GF | GS | DG |
| ------------ | -- | - | - | - | - | -- | -- | -- |
| Barcelos     | 6  | 2 | 2 | 0 | 0 | 11 | 2  | +9 |
| Sporting CP  | 3  | 2 | 1 | 0 | 1 | 10 | 6  | +4 |
| La Vendéenne | 0  |   |   |   |   |    |    |    |

| La Roche-sur-Yon 1º novembre 2024, ore 21:00 CET | La Vendéenne | 0 – 8 | Barcelos | Complexe Sportif de l'Angelmière |

| La Roche-sur-Yon 2 novembre 2024, ore 17:00 CET | Sporting CP | 8 – 3 | La Vendéenne | Complexe Sportif de l'Angelmière |

| La Roche-sur-Yon 3 novembre 2024, ore 14:00 CET | Barcelos | 3 – 2 | Sporting CP | Complexe Sportif de l'Angelmière |

#### Girone 3
| Squadra     | Pt | G | V | N | P | GF | GS | DG  |
| ----------- | -- | - | - | - | - | -- | -- | --- |
| Valongo     | 9  | 3 | 3 | 0 | 0 | 17 | 6  | +11 |
| Calafell    | 6  | 3 | 2 | 0 | 1 | 15 | 12 | +3  |
| Riba De Ave | 3  | 3 | 1 | 0 | 2 | 10 | 11 | -1  |
| Diessbach   | 0  | 3 | 0 | 0 | 3 | 6  | 19 | -13 |

| Valongo 1º novembre 2024, ore 19:00 CET | Diessbach | 3 – 7 | Calafell | Pavilhão Municipal |

| Valongo 1º novembre 2024, ore 21:00 CET | Valongo | 4 – 2 | Riba De Ave | Pavilhão Municipal |

| Valongo 2 novembre 2024, ore 16:00 CET | Calafell | 3 – 5 | Valongo | Pavilhão Municipal |

| Valongo 2 novembre 2024, ore 18:00 CET | Riba De Ave | 4 – 2 | Diessbach | Pavilhão Municipal |

| Valongo 3 novembre 2024, ore 12:00 CET | Riba De Ave | 4 – 5 | Calafell | Pavilhão Municipal |

| Valongo 3 novembre 2024, ore 14:00 CET | Valongo | 8 – 1 | Diessbach | Pavilhão Municipal |

#### Girone 4
| Squadra        | Pt | G | V | N | P | GF | GS | DG  |
| -------------- | -- | - | - | - | - | -- | -- | --- |
| Quévert        | 6  | 2 | 2 | 0 | 0 | 9  | 5  | +4  |
| Sporting Tomar | 3  | 2 | 1 | 0 | 1 | 11 | 5  | +6  |
| Sarzana        | 0  | 2 | 0 | 0 | 2 | 5  | 15 | -10 |

| Dinan 1º novembre 2024, ore 20:30 CET | Quévert | 6 – 3 | Sarzana | Salle Némée |

| Dinan 2 novembre 2024, ore 11:00 CET | Sarzana | 2 – 9 | Sporting Tomar | Salle Némée |

| Dinan 3 novembre 2024, ore 11:00 CET | Sporting Tomar | 2 – 3 | Quévert | Salle Némée |

### Fase a gironi

#### Girone A
| Squadra         | Pt | G  | V | N | P | GF | GS | DG  |
| --------------- | -- | -- | - | - | - | -- | -- | --- |
| Barcelos        | 20 | 10 | 5 | 5 | 0 | 32 | 18 | +14 |
| Noia            | 17 | 10 | 5 | 2 | 3 | 32 | 26 | +6  |
| Porto           | 17 | 10 | 5 | 2 | 3 | 29 | 27 | +2  |
| Reus Deportiu   | 13 | 10 | 4 | 1 | 5 | 26 | 28 | -2  |
| Barcellona      | 13 | 10 | 3 | 4 | 3 | 37 | 32 | +5  |
| SCRA Saint-Omer | 3  | 10 | 1 | 0 | 9 | 21 | 46 | -25 |

|         |  | Prima giornata             |  |     |
|         |  |                            |  |     |
| 20 nov. |  | Barcellona-SCRA Saint Omer |  | 7-2 |
| 21 nov. |  | Porto-Barcelos             |  | 1-4 |
| 21 nov. |  | Noia-Reus Deportiu         |  | 3-1 |

|         |  | Seconda giornata         |  |     |
|         |  |                          |  |     |
| 28 nov. |  | SCRA Saint Omer-Porto    |  | 2-3 |
| 28 nov. |  | Reus Deportiu-Barcellona |  | 5-4 |
| 28 nov. |  | Barcelos-Noia            |  | 2-2 |

|        |  | Terza giornata                |  |     |
|        |  |                               |  |     |
| 4 dic. |  | Barcellona-Barcelos           |  | 3-3 |
| 5 dic. |  | SCRA Saint Omer-Reus Deportiu |  | 1-4 |
| 5 dic. |  | Noia-Porto                    |  | 4-2 |

|         |  | Quarta giornata        |  |     |
|         |  |                        |  |     |
| 12 dic. |  | Noia-SCRA Saint Omer   |  | 7-1 |
| 12 dic. |  | Barcelos-Reus Deportiu |  | 2-1 |
| 13 dic. |  | Porto-Barcellona       |  | 6-2 |

|        |  | Quinta giornata          |  |     |
|        |  |                          |  |     |
| 9 gen. |  | SCRA Saint Omer-Barcelos |  | 2-5 |
| 9 gen. |  | Barcellona-Noia          |  | 6-1 |
| 9 gen. |  | Reus Deportiu-Porto      |  | 5-2 |

|         |  | Sesta giornata           |  |     |
|         |  |                          |  |     |
| 16 gen. |  | Porto-Reus Deportiu      |  | 3-2 |
| 16 gen. |  | Noia-Barcellona          |  | 3-2 |
| 16 gen. |  | Barcelos-SCRA Saint Omer |  | 5-2 |

|         |  | Settima giornata       |  |     |
|         |  |                        |  |     |
| 30 gen. |  | SCRA Saint Omer-Noia   |  | 4-3 |
| 30 gen. |  | Barcellona-Porto       |  | 3-3 |
| 30 gen. |  | Reus Deportiu-Barcelos |  | 0-4 |

|        |  | Ottava giornata               |  |     |
|        |  |                               |  |     |
| 6 feb. |  | Porto-Noia                    |  | 4-3 |
| 6 feb. |  | Reus Deportiu-SCRA Saint Omer |  | 4-3 |
| 6 feb. |  | Barcelos-Barcellona           |  | 4-4 |

|         |  | Nona giornata            |  |     |
|         |  |                          |  |     |
| 19 feb. |  | Barcellona-Reus Deportiu |  | 2-2 |
| 20 feb. |  | Noia-Barcelos            |  | 2-2 |
| 20 feb. |  | Porto-SCRA Saint Omer    |  | 4-1 |

|         |  | Decima giornata            |  |     |
|         |  |                            |  |     |
| 27 feb. |  | SCRA Saint Omer-Barcellona |  | 3-4 |
| 27 feb. |  | Reus Deportiu-Noia         |  | 2-4 |
| 27 feb. |  | Barcelos-Porto             |  | 1-1 |

#### Girone B
| Squadra         | Pt | G  | V | N | P | GF | GS | DG  |
| --------------- | -- | -- | - | - | - | -- | -- | --- |
| Benfica         | 28 | 10 | 9 | 1 | 0 | 45 | 14 | +31 |
| Oliveirense     | 18 | 10 | 5 | 3 | 2 | 32 | 27 | +5  |
| Trissino        | 17 | 10 | 5 | 2 | 3 | 39 | 34 | +5  |
| Deportivo Liceo | 15 | 10 | 4 | 3 | 3 | 26 | 25 | +1  |
| Valongo         | 4  | 10 | 1 | 1 | 8 | 23 | 38 | -15 |
| Quévert         | 3  | 10 | 1 | 0 | 9 | 13 | 40 | -27 |

|         |  | Prima giornata           |  |     |
|         |  |                          |  |     |
| 20 nov. |  | Benfica-Valongo          |  | 5-0 |
| 21 nov. |  | Trissino-Deportivo Liceo |  | 5-2 |
| 21 nov. |  | Oliveirense-Quévert      |  | 6-2 |

|         |  | Seconda giornata            |  |     |
|         |  |                             |  |     |
| 28 nov. |  | Quévert-Benfica             |  | 0-5 |
| 28 nov. |  | Deportivo Liceo-Oliveirense |  | 1-1 |
| 28 nov. |  | Valongo-Trissino            |  | 1-4 |

|        |  | Terza giornata          |  |     |
|        |  |                         |  |     |
| 5 dic. |  | Quévert-Deportivo Liceo |  | 1-6 |
| 5 dic. |  | Trissino-Benfica        |  | 3-6 |
| 5 dic. |  | Oliveirense-Valongo     |  | 4-3 |

|         |  | Quarta giornata         |  |     |
|         |  |                         |  |     |
| 12 dic. |  | Benfica-Oliveirense     |  | 3-1 |
| 12 dic. |  | Trissino-Quévert        |  | 2-0 |
| 12 dic. |  | Valongo-Deportivo Liceo |  | 3-3 |

|        |  | Quinta giornata         |  |     |
|        |  |                         |  |     |
| 9 gen. |  | Quévert-Valongo         |  | 5-4 |
| 9 gen. |  | Deportivo Liceo-Benfica |  | 0-0 |
| 9 gen. |  | Oliveirense-Trissino    |  | 1-1 |

|         |  | Sesta giornata          |  |     |
|         |  |                         |  |     |
| 16 gen. |  | Benfica-Deportivo Liceo |  | 5-1 |
| 16 gen. |  | Trissino-Oliveirense    |  | 4-4 |
| 16 gen. |  | Valongo-Quévert         |  | 2-0 |

|         |  | Settima giornata        |  |     |
|         |  |                         |  |     |
| 30 gen. |  | Quévert-Trissino        |  | 1-3 |
| 30 gen. |  | Deportivo Liceo-Valongo |  | 2-0 |
| 30 gen. |  | Oliveirnese-Benfica     |  | 1-5 |

|        |  | Ottava giornata         |  |     |
|        |  |                         |  |     |
| 6 feb. |  | Benfica-Trissino        |  | 7-5 |
| 6 feb. |  | Deportivo Liceo-Quévert |  | 2-0 |
| 6 feb. |  | Valongo-Oliveirense     |  | 4-6 |

|         |  | Nona giornata               |  |     |
|         |  |                             |  |     |
| 20 feb. |  | Benfica-Quévert             |  | 6-2 |
| 20 feb. |  | Trissino-Valongo            |  | 6-5 |
| 20 feb. |  | Oliveirense-Deportivo Liceo |  | 4-2 |

|         |  | Decima giornata          |  |     |
|         |  |                          |  |     |
| 27 feb. |  | Quévert-Oliveirense      |  | 2-4 |
| 27 feb. |  | Deportivo Liceo-Trissino |  | 7-6 |
| 27 feb. |  | Valongo-Benfica          |  | 1-3 |

### Quarti di finale
Le gare di andata saranno disputate il 27 marzo mentre le gare di ritorno il 3 aprile 2025.
| Squadra 1       | Totale | Squadra 2   | Andata | Ritorno |
| --------------- | ------ | ----------- | ------ | ------- |
| Deportivo Liceo | 8 - 9  | Barcelos    | 4 - 6  | 4 - 3   |
| Trissino        | 5 - 6  | Noia        | 1 - 2  | 4 - 4   |
| Reus Deportiu   | 3 - 7  | Benfica     | 1 - 2  | 2 - 5   |
| Porto           | 5 - 2  | Oliveirense | 4 - 2  | 1 - 0   |

### Final Four
La Final Four della manifestazione si disputerà dal 10 all'11 maggio 2025 presso il Nave Prof. Costa Pereira a Matosinhos in Portogallo .
|  | Semifinali | Semifinali | Semifinali |       |          | Finale   | Finale | Finale |  |
|  |            |            |            |       |          |          |        |        |  |
|  | Benfica    | Benfica    | 2          |       |          |          |        |        |  |
|  | Benfica    | Benfica    | 2          |       |          |          |        |        |  |
|  | Porto      | Porto      | 3          |       |          |          |        |        |  |
|  | Porto      | Porto      | 3          |       | Barcelos | Barcelos | 3      |        |  |
|  |            |            |            |       | Barcelos | Barcelos | 3      |        |  |
|  |            |            | Porto      | Porto | 1        |          |        |        |  |
|  | Barcelos   | Barcelos   | Porto      | Porto | 1        | 3        |        |        |  |
|  | Barcelos   | Barcelos   |            |       |          |          |        |        |  |
|  | Noia       | Noia       | 1          |       |          |          |        |        |  |